# Thomas King Carroll
Thomas King Carroll, född 29 april 1793 i Somerset County, Maryland, död 3 oktober 1873 i Dorchester County, Maryland, var en amerikansk demokratisk politiker. Han var guvernör i delstaten Maryland 1830–1831.
Carroll var son till Henry James Carroll och Elizabeth Barnes King. Fadern, som var överste, var katolik men barnen uppfostrades till moderns tro. Carroll utexaminerades från College of New Jersey, studerade sedan juridik och var verksam som advokat. Han gick tidigt med i frimurarna. Trots att han var känd för sin vältalighet kom valsegern i guvernörsvalet 1829 som en stor överraskning för Carroll.
Carroll efterträdde 1830 Daniel Martin som guvernör och efterträddes 1831 av företrädaren Martin.
Anglikanen Carroll gravsattes på Old Trinity Church Cemetery i närheten av Cambridge. Dottern Anna Ella Carroll blev berömd inom societetskretsarna i Washington, D.C. Hon var lobbyist för olika järnvägsbolag och politiskt aktiv först som whig och sedan inom knownothings. Hon bidrog starkt till att Maryland valde nordstaternas sida i amerikanska inbördeskriget. Anna Ella Carrolls framgångsrika karriär fick sin början som medarbetare åt fadern Thomas King Carroll.